# La Vraie Histoire de...
 (octobre 2024).
Si vous disposez d'ouvrages ou d'articles de référence ou si vous connaissez des sites web de qualité traitant du thème abordé ici, merci de compléter l'article en donnant les références utiles à sa vérifiabilité et en les liant à la section « Notes et références ».
La Vraie Histoire de… est une émission de télévision française diffusée sur M6 entre le 10 juillet 2011 et le 1er août 2012 et présentée par Claire Barsacq.

## Principe
Ils ont le magnétisme, la beauté, l’intelligence, le talent, l’instinct pour les coups de génie. Acteurs, chanteurs, surdoués des affaires, Claire Barsacq part à la rencontre de ceux et celles qui ont contribué à ces ascensions. Claire va parcourir les lieux de leur enfance, rencontrer leurs amis, leurs familles.

## Diffusion
L’émission dure 60 minutes et fut diffusée en deuxième partie de soirée (23 h 00), depuis le dimanche 10 juillet 2011 après l'émission Capital.

## Première saison (2011)
| N° | Date            | Titre                                      |
| -- | --------------- | ------------------------------------------ |
| 1  | 10 juillet 2011 | « La vraie histoire de Madonna »           |
| 2  | 17 juillet 2011 | « La vraie histoire de Benoît Poelvoorde » |
| 3  | 24 juillet 2011 | « La vraie histoire de Mark Zuckerberg »   |
| 4  | 31 juillet 2011 | « La vraie histoire de Sophie Marceau »    |

## Deuxième saison (2012)
| N° | Date            | Titre                                    |
| -- | --------------- | ---------------------------------------- |
| 1  | 18 juillet 2012 | « La vraie histoire de Vanessa Paradis » |
| 2  | 25 juillet 2012 | « La vraie histoire de Amy Winehouse »   |
| 3  | 1er août 2012   | « La vraie histoire de Angelina Jolie »  |